# Алексеев, Семён (подьячий)
Семён Алексе́ев (XVII век) — подьячий Русского царства в правление царей Михаила Фёдоровича и Алексея Михайловича.

## Биография
Ранняя биография неизвестна. Впервые упоминается в 627/1628 году в качестве подьячего Поместного приказа с окладом 2 рубля. В 1630/1631 году — подьячий в Ярославском столе того же приказа с окладом 3 рубля, в 1631/1632 году — там же с окладом 5 рублей. В 1632/1633 году переведён в Московский стол того же приказа с окладом 9 рублей. В 1638 году занимал ту же должность и имел двор на Покровке, который сгорел 23 августа 1646 года. С 1644/1545 по 1647/1648 года — подьячий Московского стола Поместного приказа с окладом 7 рублей. В 1645/1646 году вместе с князем Никитой Мезецким был переписчиком Романова. С 1648/1649 по 1651/1652 годы — подьячий Московского стола Поместного приказа с окладом 9 рублей. В 1649/1650 году был направлен в Боровск для проведения сыска по земельному делу. Дальнейшая биография неизвестна.